# Atractodes tenuipes
Atractodes tenuipes är en stekelart som beskrevs av Thomson 1884. Atractodes tenuipes ingår i släktet Atractodes och familjen brokparasitsteklar. Arten är reproducerande i Sverige. Inga underarter finns listade.